# Linhomoella exilis
Linhomoella exilis är en rundmaskart som beskrevs av Nathan Augustus Cobb 1920. Linhomoella exilis ingår i släktet Linhomoella och familjen Linhomoeidae. Inga underarter finns listade i Catalogue of Life.